# Campionati europei di hockey su pista 1981
I Campionati Europei 1981 furono la 35ª edizione dei campionati europei di hockey su pista; la manifestazione venne disputata in Germania Ovest a Essen dal 7 al 17 novembre 1981.

La competizione fu organizzata dalla Comité Européen de Rink-Hockey.

Il torneo fu vinto dalla nazionale spagnola per la 7ª volta nella sua storia.

## Città ospitanti e impianti sportivi
| CITTÀ | IMPIANTO | CAPIENZA |
| Essen | ?        | ?        |

## Svolgimento del torneo

### Risultati
| Essen novembre 1981 | Belgio | 3 – 10 | Francia |  |

| Essen novembre 1981 | Belgio | 5 – 4 | Germania Ovest |  |

| Essen novembre 1981 | Belgio | 3 – 3 | Inghilterra |  |

| Essen novembre 1981 | Belgio | 1 – 5 | Italia |  |

| Essen novembre 1981 | Belgio | 1 – 2 | Paesi Bassi |  |

| Essen novembre 1981 | Belgio | 0 – 5 | Portogallo |  |

| Essen novembre 1981 | Belgio | 0 – 5 | Spagna |  |

| Essen novembre 1981 | Belgio | 4 – 2 | Svizzera |  |

| Essen novembre 1981 | Francia | 4 – 5 | Germania Ovest |  |

| Essen novembre 1981 | Francia | 3 – 0 | Inghilterra |  |

| Essen novembre 1981 | Francia | 2 – 8 | Italia |  |

| Essen novembre 1981 | Francia | 0 – 8 | Paesi Bassi |  |

| Essen novembre 1981 | Francia | 0 – 11 | Portogallo |  |

| Essen novembre 1981 | Francia | 0 – 10 | Spagna |  |

| Essen novembre 1981 | Francia | 5 – 2 | Svizzera |  |

| Essen novembre 1981 | Germania Ovest | 2 – 3 | Inghilterra |  |

| Essen novembre 1981 | Germania Ovest | 3 – 3 | Italia |  |

| Essen novembre 1981 | Germania Ovest | 3 – 3 | Paesi Bassi |  |

| Essen novembre 1981 | Germania Ovest | 0 – 6 | Portogallo |  |

| Essen novembre 1981 | Germania Ovest | 1 – 3 | Spagna |  |

| Essen novembre 1981 | Germania Ovest | 7 – 3 | Svizzera |  |

| Essen novembre 1981 | Inghilterra | 1 – 6 | Italia |  |

| Essen novembre 1981 | Inghilterra | 1 – 4 | Paesi Bassi |  |

| Essen novembre 1981 | Inghilterra | 0 – 8 | Portogallo |  |

| Essen novembre 1981 | Inghilterra | 1 – 10 | Spagna |  |

| Essen novembre 1981 | Inghilterra | 4 – 0 | Svizzera |  |

| Essen novembre 1981 | Italia | 2 – 6 | Paesi Bassi |  |

| Essen novembre 1981 | Italia | 5 – 4 | Portogallo |  |

| Essen novembre 1981 | Italia | 3 – 6 | Spagna |  |

| Essen novembre 1981 | Italia | 3 – 1 | Svizzera |  |

| Essen novembre 1981 | Paesi Bassi | 1 – 3 | Portogallo |  |

| Essen novembre 1981 | Paesi Bassi | 0 – 5 | Spagna |  |

| Essen novembre 1981 | Paesi Bassi | 3 – 2 | Svizzera |  |

| Essen novembre 1981 | Portogallo | 1 – 2 | Spagna |  |

| Essen novembre 1981 | Portogallo | 3 – 0 | Svizzera |  |

| Essen novembre 1981 | Spagna | 5 – 2 | Svizzera |  |

### Classifica
|    | Squadra        | PT | G | V | N | P | GF | GS | Diff. |
| -- | -------------- | -- | - | - | - | - | -- | -- | ----- |
| 1. | Spagna         | 16 | 8 | 8 | 0 | 0 | 46 | 8  | +38   |
| 2. | Portogallo     | 12 | 8 | 6 | 0 | 2 | 41 | 8  | +33   |
| 3. | Paesi Bassi    | 11 | 8 | 5 | 1 | 2 | 27 | 17 | +10   |
| 4. | Italia         | 11 | 8 | 5 | 1 | 2 | 35 | 24 | +11   |
| 5. | Germania Ovest | 6  | 8 | 2 | 2 | 4 | 25 | 30 | -5    |
| 6. | Francia        | 6  | 8 | 3 | 0 | 5 | 24 | 47 | -23   |
| 7. | Belgio         | 5  | 8 | 2 | 1 | 5 | 17 | 36 | -19   |
| 8. | Inghilterra    | 5  | 8 | 2 | 1 | 5 | 13 | 36 | -23   |
| 9. | Svizzera       | 0  | 8 | 0 | 0 | 8 | 12 | 34 | -22   |

## Campioni
| Campione d'Europa 1981 |
| ---------------------- |
| Spagna 7º titolo       |